# Kamboi Eagles
Kamboi Eagles je jeden z nejlepších fotbalových klubů Sierry Leone hrající soutěž Sierra Leone League. Byl založen v roce 1956 ve městě Kenema. Domácím stadionem v současnosti je Kenema Town Field s kapacitou 3 000 diváků. Největší rivalové klubu jsou Diamond Stars a městský rival Gem Stars [zdroj?].
V klubu hrával i známý reprezentant Sierry Leone Paul Kpaka, ale přestoupil do belgického klubu KSV Roeselare.

## Tituly
- Sierra Leonský FA Pohár: 2x : 1981, 1985

## Soupiska
| #  | Pozice | Hráč            |
| -- | ------ | --------------- |
| 1  | B      | Emmanuel Shari  |
| 3  | B      | Shaka Awari     |
| 29 | B      | Kenneth Abelim  |
| 8  | O      | Baban Ossah     |
| 7  | O      | Etol Habar      |
| 16 | O      | Andrew Suliman  |
| 15 | O      | Many Alah       |
| 2  | O      | Mohamed Salim   |
| 5  | O      | Fred Bubakor    |
| 17 | O      | Ibrahim Loha    |
| 21 | O      | Nabie Bah Musaf |
| 20 | Z      | Andrew Karr     |
| 30 | Z      | Dawor Gassah    |

| #  | Pozice | Hráč                |
| -- | ------ | ------------------- |
| 4  | Z      | Alhassas Berrihod   |
| 25 | Z      | Herven Satti        |
| 14 | Z      | Adams Kossi         |
| 23 | Z      | Salif Hadams-Diarra |
| 35 | Z      | Luno Sadi           |
| 13 | Z      | Saddam Boran        |
| 27 | Z      | Sam Kelvin          |
| 28 | Ú      | Mohamed Radok       |
| 9  | Ú      | Tommy Rachid        |
| 6  | Ú      | Abubakkar Serif     |
| 12 | Ú      | Hassan Demi         |
| 32 | Ú      | Pierre Etoilé       |
| 31 | Ú      | Habir Fekke         |